# Nghệ thuật quân sự
Nghệ thuật quân sự hay nghệ thuật chiến tranh là một bộ phận cơ bản và trọng yếu của phương thức tiến hành chiến tranh. Chúng có vai trò giải quyết những vấn đề tiến hành chiến tranh phù hợp với một điều kiện cụ thể nhất định. Nghệ thuật quân sự không giống với khoa học quân sự, bởi nó mang đậm tính sáng tạo, tùy cơ ứng biến của lãnh đạo và tướng lĩnh quân sự.
Tại một số nước, như các nước châu Á, trước khi có sự ra đời và hoàn chỉnh của khoa học quân sự, nghệ thuật quân sự đã có từ lâu. Trong tài liệu hiện đại, học giả Bùi Phan Kỳ cho rằng nghệ thuật quân sự Việt Nam đã có từ rất lâu đời, trước khi có sự ra đời của các học thuyết quân sự, kể cả đường lối quân sự. Nghệ thuật quân sự là không nên nhầm lẫn với học thuyết quân sự, các lý luận về chiến lược, chiến dịch, chiến thuật là thuộc về nghệ thuật quân sự chứ không thuộc về học thuyết quân sự. Trong nguồn của phương Tây, nghệ thuật quân sự bao gồm thực tiễn và lý thuyết; trong đó lý thuyết là bộ phận thuộc về khoa học quân sự. Và do đó, nghệ thuật quân sự được coi là một thành phần thuộc về khoa học quân sự.
Tác phẩm cổ xưa Tôn Tử binh pháp (孙子兵法) của Trung Quốc thường được học giả phương Tây dịch thành The Art of War, nghĩa là Nghệ thuật chiến tranh, là một trong những tác phẩm lâu đời nhất thế giới trong lĩnh vực này.

## Khái niệm

### Ngữ nghĩa
Từ "nghệ thuật" gắn liền với "nghệ thuật quân sự" được đánh giá là đồng nghĩa với từ điêu luyện, tài tình, tuyệt vời, với nghĩa chính xác của từ "nghệ thuật" là đỉnh cao. Nghệ thuật quân sự cũng chính là nghệ thuật, và nghệ thuật này bao gồm các khái niệm như danh dự và sự cao thượng, lòng vị tha và chủ nghĩa anh hùng, sự kiên trì và tận tâm. Theo Aristoteles, nghệ thuật chiến tranh theo một cách nào đó, ít nhất cũng thuộc về lẽ tự nhiên, nghệ thuật chiến tranh theo một cách nào đó là một nghệ thuật.

### Giải thích căn bản
Nghệ thuật quân sự là lý luận và thực tiễn trong việc chuẩn bị, tổ chức và sử dụng lực lượng để chiến đấu, có tư tưởng, có các cách tác chiến cụ thể. Chúng không chỉ bao gồm mặt quân sự, công nghệ-kỹ thuật quân sự mà còn chứa đựng yếu tố chính trị-xã hội. Cách thức tác chiến của nghệ thuật quân sự "...không chỉ là phương thức tác chiến, cách đánh đơn thuần về mặt quân sự – kỹ thuật mà là vấn đề con người, vấn đề chính trị – xã hội và nhân văn của con người trong các phương thức tác chiến, cách đánh".
Theo Tôn Vũ, khái niệm cơ bản của nghệ thuật chiến tranh là hiểu biết về mình và kẻ thù, nhấn mạnh tầm quan trọng của việc hiểu biết điểm mạnh và điểm yếu của chính bản thân cũng như của đối thủ. Từ hiểu biết, lấy đó làm cơ sở mà sử dụng nghệ thuật đánh trận. Thuật ngữ nghệ thuật quân sự là sự ngụ ý, thể hiện tư duy sáng tạo của người ra quyết định trong việc sử dụng lực lượng quân sự của họ. Theo một định nghĩa của Pháp có từ thế kỷ 19: "Nghệ thuật chiến tranh là nghệ thuật tập trung và sử dụng vào thời điểm thích hợp một lực lượng quân đội hùng mạnh vào điểm quyết định". Đối với tướng Clausewitz của Phổ, nghệ thuật chiến tranh là "nghệ thuật sử dụng các trận chiến để đạt được mục tiêu chiến tranh".
Tạp chí Từ điển bách khoa nhỏ của Nga năm 1907 lý giải nghệ thuật chiến tranh là: "việc sắp xếp và sử dụng hợp lý các lực lượng và phương tiện quân sự cho mục đích chiến tranh" và lý giải cơ sở của chúng là: "...những kết luận rút ra từ những quy định, tài liệu của khoa học quân sự, áp dụng vào một tình huống đã biết". Năm 1911, tướng Nga Vasily Fedorovich Novitsky giải thích: "Nghệ thuật quân sự có nhiệm vụ giành chiến thắng trước kẻ thù trong chiến tranh với mức tiêu tốn ít công sức, phương tiện và thời gian nhất có thể. Đây là nghệ thuật phức tạp và khó khăn nhất trong tất cả các nghệ thuật của con người".

### Các quan điểm
Một số nguồn của phương Tây, như các học giả Harriet Fast Scott và William F. Scott, đưa ra quan điểm phụ thuộc, nghệ thuật quân sự là một thành phần thuộc về khoa học quân sự, bởi vì nghệ thuật quân sự bao gồm thực tiễn và lý thuyết, trong đó lý thuyết là bộ phận thuộc về khoa học quân sự. Nguồn của Việt Nam lại phân chia nghệ thuật quân sự có vai trò bao quát hơn. Theo Từ điển bách khoa quân sự Việt Nam, nghệ thuật quân sự được phân chia bao gồm ba bộ phận: chiến lược quân sự, nghệ thuật chiến dịch và chiến thuật quân sự. Một số nguồn phương Tây lại đưa ra quan điểm ngang bằng, như theo Trung tướng Jomini và Công tước Charles, chiến lược là khoa học về chiến tranh, còn chiến thuật là nghệ thuật về chiến tranh, nhưng cách lý giải này bị các học giả Nga đánh giá là "rất xa sự thật", và "củng cố chủ nghĩa giáo điều" trong lý thuyết quân sự. Cho thấy thiếu sự thống nhất trong quan điểm học thuật giữa nhiều nền quân sự. Theo Carl Van Dyke, nghệ thuật quân sự có liên hệ trực tiếp đối với yếu tố văn hóa quốc gia, do đó khiến khái niệm bị hiểu sai lẫn nhau và thường gây ra tranh cãi.

## Các tiêu đề

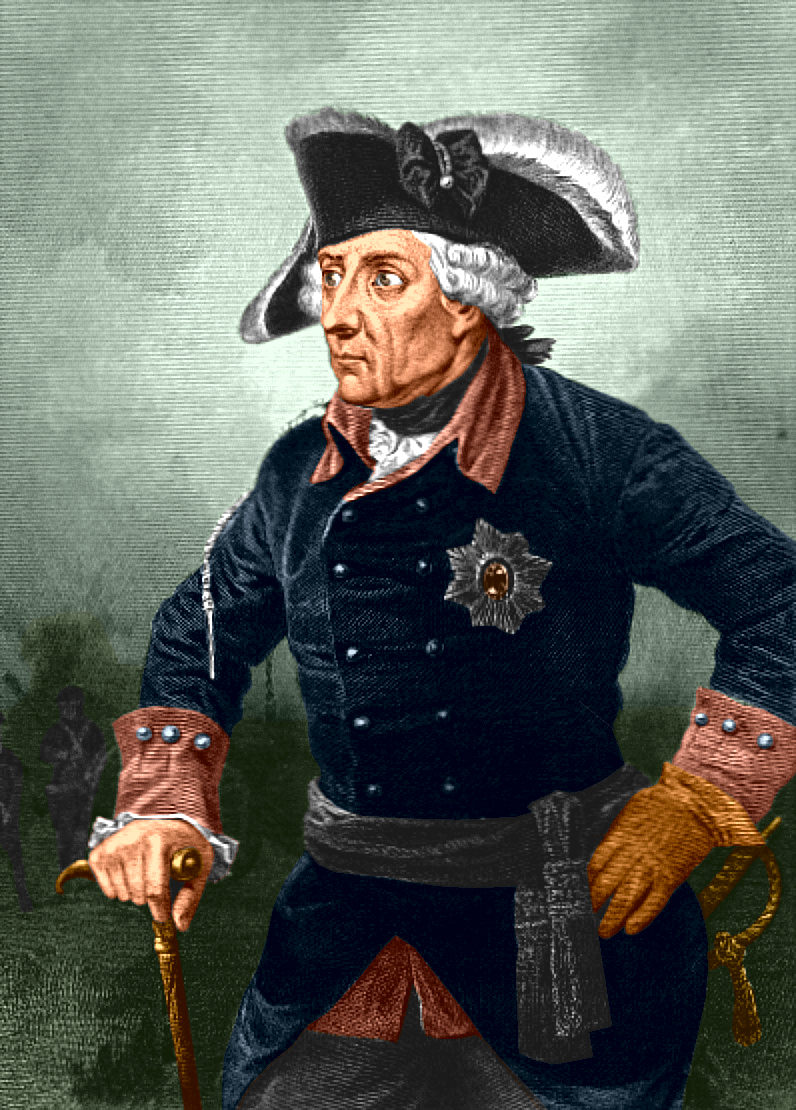
Frederick II đã đạt được mức độ vinh quang cao về nghệ thuật quân sự và quân đội của ông đã trở thành hình mẫu cho toàn châu Âu.

Nghệ thuật quân sự là tập hợp các "cách thức độc đáo" mà một đối thủ quản trị để tiến hành chiến tranh chống lại kẻ thù; trong đó bao gồm trường hợp đối thủ yếu hơn tiến hành chiến tranh chống lại kẻ thù hùng mạnh hơn. Nghệ thuật đó liên quan việc chỉ đạo có tính chung nhất và việc tiến hành chiến tranh một cách cụ thể.

### Nghệ thuật chỉ đạo chiến tranh
Nghệ thuật chiến tranh có tính chất dân tộc của riêng nó và có một hướng đi riêng rõ ràng và ổn định. Theo Sa hoàng Nga Pyotr I quân đội phải tổ chức phù hợp với tình hình, quân đội thành lập "...tùy theo sức mạnh và ý định của kẻ thù, để ngăn chặn trong mọi vấn đề và tìm cách loại bỏ kẻ thù bằng mọi cách có thể..." Điều này luôn là điều cơ bản trong tổ chức tác chiến trong mọi cuộc chiến tranh. Về nghệ thuật chỉ đạo chiến tranh, nhiều phương diện có thể kết hợp cùng với nhau. Chúng được kết hợp một cách đồng thời, như kết hợp đấu tranh vũ trang với đấu tranh chính trị. Chọn lựa đúng đắn của nghệ thuật quân sự cùng với đường lối quân sự có tầm quan trọng lớn liên quan trực tiếp đến việc tiến hành chiến tranh.
Công tước Charles của Áo đã nhìn nhận nghệ thuật chiến tranh trên chiến trường thể hiện qua chiến thuật chiến đấu. Nhưng cũng theo cách hiểu của ông chiến lược là nghệ thuật của người chỉ huy quyết định hướng tiến của các đơn vị quân đội. Gần giống với quan điểm này, Trung tướng Jomini của Pháp nhìn nhận nghệ thuật chiến tranh cụ thể hóa thành chiến thuật, và nhận định chiến lược là nghệ thuật vận động quần chúng trên chiến trường.

### Nghệ thuật tiến hành chiến tranh
Nghệ thuật quân sự được đánh giá là cực kỳ quan trọng đối với chiến tranh nhân dân. Do đó, nghệ thuật tiến hành chiến tranh ở một số nước thường thấy là chiến tranh nhân dân. Ở Việt Nam, tư tưởng cốt lõi không thay đổi của đường lối tiến hành chiến tranh chống Pháp là: toàn dân – toàn diện – lâu dài – tự lực cánh sinh. Điều này đã phản ánh cụ thể trong nghệ thuật tiến hành chiến tranh toàn dân đánh giặc, quân đội làm nòng cốt; lấy nhỏ đánh lớn nhưng biết tập trung hợp lý tùy lúc...chiến đấu dựa trên nền tảng chính trị và tinh thần tuyệt đối. Về việc chuẩn bị và tổ chức, quân đội Ai Cập trong thời kỳ cổ đại đã được đánh giá là trình độ phát triển cao về mặt nghệ thuật chiến tranh: bộ binh giáp nặng, các đơn vị mang biểu ngữ khác nhau, hành quân theo hàng ngũ, đội hình tương tự như phalanx...
Năm 1893, nhà sử học Geisman, Platon Alexandrovich trong tác phẩm về lịch sử nghệ thuật quân sự Một khóa học ngắn hạn về lịch sử nghệ thuật quân sự thời Trung Cổ và Hiện đại của ông, đã nhận định: "nghệ thuật chiến tranh với tư cách là một khoa học và nghệ thuật chiến tranh với tư cách là một vấn đề thực tiễn phải đi đôi với nhau". Gần một thế kỷ sau, Makhmut Akhmetovich Gareev cũng có quan điểm tương tự lý giải nghệ thuật quân sự bao gồm lý thuyết và thực tiễn. Trong đó phần lý thuyết chính là khoa học quân sự, chúng chứa đựng những điều được gọi là "các nguyên tắc". Nhưng về thực tiễn, người chỉ huy phải xét từng trường hợp cụ thể nhất định để biết cách sử dụng và áp dụng kinh nghiệm thực tế trên chiến trường.

### Các tiêu đề khác

Napoléon Bonaparte

Nghệ thuật quân sự trong lịch sử được phân chia thành nghệ thuật quân sự phong kiến, nghệ thuật quân sự tư sản, nghệ thuật quân sự vô sản...liên quan các đặc điểm kinh tế – xã hội qua từng thời kỳ. Napoléon Bonaparte là người thường được đánh giá rất cao về nghệ thuật quân sự tư sản, khả năng của ông là sự kết hợp của kinh nghiệm chiến trường cá nhân và các cải cách quân sự của Cách mạng tư sản Pháp năm 1789.
Sau khi chiến thắng trận Điện Biên Phủ 1954, Đảng Cộng sản Việt Nam đã có đánh giá cao rằng nghệ thuật quân sự của họ kế thừa và phát triển nghệ thuật quân sự của dân tộc Việt Nam qua hàng ngàn năm, và đã đạt đến đỉnh cao trong thời đại Hồ Chí Minh. Sau khi chiến thắng Mỹ vào năm 1975, Đảng Cộng sản Việt Nam đã tự đánh giá nghệ thuật quân sự vô sản là vượt trội, đã được "...chứng minh tính hơn hẳn của nó so với khoa học và nghệ thuật quân sự tư sản".

## Nghiên cứu
Từ thập niên 1950, việc mổ xẻ cấu trúc của nghệ thuật quân sự đã được mang ra thảo luận. Trong đó bao gồm: vai trò của chiến lược trong nghệ thuật quân sự, phân biệt sự khác biệt giữa chiến lược và chiến thuật, hậu cần là một bộ phận cấu thành mới của nghệ thuật quân sự. Tính chất của chiến lược và nghệ thuật quân sự là khoa học hay là nghệ thuật, hay là cả hai; chiến lược được xem là tương đương hay đứng trên nghệ thuật quân sự; các nội dung này cũng được thảo luận.
Lịch sử nghệ thuật quân sự chứa đựng kiến thức lớn về lịch sử hình thành, phát triển của lực lượng vũ trang, phương pháp tiến hành tác chiến, việc hình thức tổ chức, phương pháp huấn luyện, giáo dục quân đội và những yếu tố ảnh hưởng đến sự phát triển đó. Điều này được Nguyên soái Liên Xô là Pavel Alekseyevich Rotmistrov đánh giá "...có ý nghĩa vô cùng quan trọng đối với sự hiểu biết đúng đắn và sâu sắc về nghệ thuật và triển vọng quân sự hiện đại". Đảng Cộng sản Việt Nam qua hai cuộc chiến tranh chống Pháp và chống Mỹ thường xuyên tổng kết kinh nghiệm chiến tranh qua các giai đoạn, điều chỉnh chúng cho phù hợp trong điều kiện mới. Nghệ thuật quân sự do đó được hoàn chỉnh dần theo thời gian.
Nghệ thuật chiến tranh là một khái niệm được nhìn nhận có tính đặc thù và ngày càng trở nên "cực kỳ phức tạp" do sự phát triển của quân sự với sự ra đời ngày càng đa dạng và mạnh mẽ của các loại vũ khí hiện đại. Điều này đòi hỏi sự gia tăng của kiến thức và kỹ năng quân sự. Nghệ thuật quân sự có vai trò ảnh hưởng đến quần chúng thể hiện qua số lượng binh lính và vũ khí, thể hiện qua các tác động to lớn của từng loại vũ khí, chúng ngày càng trở nên tự động hơn và tiêu thụ số lượng lớn đạn dược. Bên cạnh ảnh hưởng của nghệ thuật quân sự đối với các phạm vi phụ thuộc nó, nghệ thuật quân sự chịu ảnh hưởng ngày càng tăng của các yếu tố không phải quân sự. Chẳng hạn như kinh tế, một yếu tố ảnh hưởng trực tiếp đến sức mạnh tiến hành chiến tranh.

## Cách sử dụng khác
Ngày nay, tại Trường Cao đẳng Chỉ huy và Tham mưu Quân đội Hoa Kỳ (U.S. Army Command and General Staff College (CGSC)) có chương trình đào tạo và cấp bằng Thạc sĩ Nghệ thuật Quân sự chuyên nghiệp (Master of Military Art).

### Sách tiếng Việt
- Bộ quốc phòng. Trung tâm từ điển bách khoa quân sự (2004). Từ điển bách khoa quân sự Việt Nam. Nhà xuất bản Quân đội nhân dân. OCLC 857356387.
- Bùi Phan Kỳ (1999). Phác thảo học thuyết quân sự Việt Nam. Nhà xuất bản Quân đội nhân dân. OCLC 43788509.
- Carl von Clausewitz. Bàn về chiến tranh. Nhà xuất bản Tổng Hợp TP.HCM.
- Đảng cộng sản Việt Nam (2005). Văn kiện Đảng toàn tập, Tập 42. Nhà xuất bản Chính trị quốc gia. OCLC 952469406.
- Hoàng Minh Thảo (2006). Thượng tướng, GS Hoàng Minh Thảo tác phẩm giải thưởng Hồ Chí Minh. Nhà xuất bản Quân đội nhân dân. OCLC 192109354.
- Lê Huy Hòa (2003). Bách khoa tri thức quốc phòng toàn dân. Nhà xuất bản Chính trị quốc gia. OCLC 53063288.
- Nguyễn Vĩnh Thắng (2013). Khoa học xã hội và nhân văn quân sự Việt Nam. Nhà xuất bản Quân đội nhân dân.
- Trần Thị Thu Hương (2006). Đảng cộng sản Việt Nam, chặng đường qua hai thế kỷ. Nhà xuất bản Chính trị quốc gia. OCLC 86172691.

### Tạp chí tiếng Việt
- Bộ văn hóa và thông tin (1987). "Nghiên cứu Nghệ thuật, Số phát hành 73-83". Bộ văn hóa và thông tin. {{Chú thích tạp chí}}: Chú thích magazine cần |magazine= (trợ giúp)
- Bộ văn hóa và thông tin (2009). "Văn hóa nghệ thuật, Số phát hành 295-300". Bộ văn hóa và thông tin. {{Chú thích tạp chí}}: Chú thích magazine cần |magazine= (trợ giúp)
- Đảng cộng sản Việt Nam (1991). "Tạp chí cộng sản: cơ quan lý luận và chính trị của Đảng cộng sản Việt-Nam, Tập 37, Số phát hành 421-432". Đảng cộng sản Việt Nam, Ban chấp hành Trung ương. {{Chú thích tạp chí}}: Chú thích magazine cần |magazine= (trợ giúp)
- Đảng cộng sản Việt Nam (1999). "Tạp chí cộng sản: cơ quan lý luận và chính trị của Đảng cộng sản Việt-Nam, Số phát hành 13-24". Đảng cộng sản Việt Nam, Ban chấp hành Trung ương. {{Chú thích tạp chí}}: Chú thích magazine cần |magazine= (trợ giúp)
- Tạp chí Quân đội nhân dân (1986). "Tập chí quân đội nhân dân, Số phát hành 351-359". Tổng cục chính trị. {{Chú thích tạp chí}}: Chú thích magazine cần |magazine= (trợ giúp)

### Sách tiếng Nga
- Aleksandr Svechin (1924). Strategii͡a v trudakh voennykh klassikov: Lloĭd, Napoleon, Medem, Vilizen, Levalʹ, Verdi-di͡u-Vernua, fon-der-Golʹt͡s, Fosh, Shliffen. Gos. voennoe izd-vo.
- Алексей Исаев (2022). Мифы и правда о маршале Жукове. Litres (Литрес). ISBN 9785457047440.
- Đại học Illinois tại Urbana-Champaign (1871). Voennai︠a︡ biblioteka, Tập 1-2. Đại học Illinois tại Urbana-Champaign.
- Евгений Прокофьев (1953). Борьба декабристов за передовое русское военное искусство. Изд-во Академии наук СССР.
- Гейсман, Платон Александрович (1893). Краткий курс истории военного искусства в средние и новые века (Tập 1). Тип. С.Н. Худекова.
- Georg Weber (1885). Всеобщая история: Том первый. Izdanije K.T. Soldatenkova.
- Grigoriĭ Prozritelev (1912). Военное прошлое наших калмык: 1812-1912 : ставропольскій калмыцкій полк и астраханскіе полки в Отечественную войну 1812 г. Издат. "Санан". ISBN 9785850480011.
- M. Ustinov (1870). Voĭna 1870 goda: ocherki i materīaly dli͡a istoricheskago opisanīi͡a, Sách 1. V tip. Pochtovago Departamenta.
- Павел Алексеевич Ротмистров (1963). История военного искусства, Tập 1. Voennoe izd-vo.
- Petr Grigorʹevich Redkin (1891). Iz lekt︠s︡īĭ P.G. Ri︠e︡dkina po istorīi filosofīi prava v svi︠a︡zi s istorīeĭ filosofīi voobshche, Tập 6. Tip. M.M. Stasi︠u︡levicha.
- Russia. Voennoe ministerstvo (Bộ Chiến tranh Nga) (1906). Конспекты исторических очерков столетия военнаго министерства.
- Sergeĭ Ivanovich Gusev (1925). Гражданская война и Красная Армия: сборник военно-теоретических и военно-политических статей. Гос. изд-во.
- Василий Федорович Новицкий (1911). Военная энциклопедія, Tập 6. T-vo I.D. Sytyna.
- Voenno-nauchnoe obshchestvo (Hội khoa học quân sự Nga) (1922). Sbornik trudov Voenno-nauchnogo obshchestva pri voennoĭ akademii, Tập 3. Vysshiĭ voennyĭ redakt︠s︡ionnyĭ sovet.
- Voennyĭ zarubezhnik. 1939.

### Tạp chí tiếng Nga
- Tạp chí Từ điển bách khoa nhỏ (1907). "Малый энциклопедическій словарь, Tập 1, Số phát hành 1". Брокгауз-Эфрон. {{Chú thích tạp chí}}: Chú thích magazine cần |magazine= (trợ giúp)

### Sách tiếng Anh
- Association of the United States Army (1969). Army, Tập 19. Association of the United States Army.
- Carl Van Dyke (1990). Russian Imperial Military Doctrine and Education, 1832-1914. Bloomsbury Academic. ISBN 9780313272493.
- Harriet Fast Scott, William F. Scott (1981). The Armed Forces Of The Ussr. Avalon Publishing. ISBN 9780865310872.
- Julian Lider (1985). British Military Thought After World War II. Gower. ISBN 9780566006388.
- Makhmut Akhmetovich Gareev (1988). M.V. Frunze, Military Theorist. Pergamon-Brassey's. ISBN 9780080351834.
- Nicolas Edouard Delabarre-Duparcq (1863). Elements of Military Art and History: Comprising the History and Tactics of the Separate Arms; the Combination of the Arms; and the Minor Operations of War. D. Van Nostrand.
- Sunzi (1910). Sun Tzǔ on the Art of War: The Oldest Military Treatise in the World. Luzac & Company.
- Sunzi (2002). The Art of War. Dover Publications. ISBN 9780486425573.

### Tạp chí tiếng Anh
- United States. Foreign Broadcast Information Service (1970). "Daily Report: Asia & Pacific, Số phát hành 24-37". The Service. {{Chú thích tạp chí}}: Chú thích magazine cần |magazine= (trợ giúp)

### Sách tiếng Pháp
- Sun Tzu, Carl Von Clausewitz, Nicolas Machiavel (2023). L'art de la guerre. BoD - Books on Demand. ISBN 9791041943371.{{Chú thích sách}}:  Quản lý CS1: nhiều tên: danh sách tác giả (liên kết)